# الحفاظ على الطبيعة

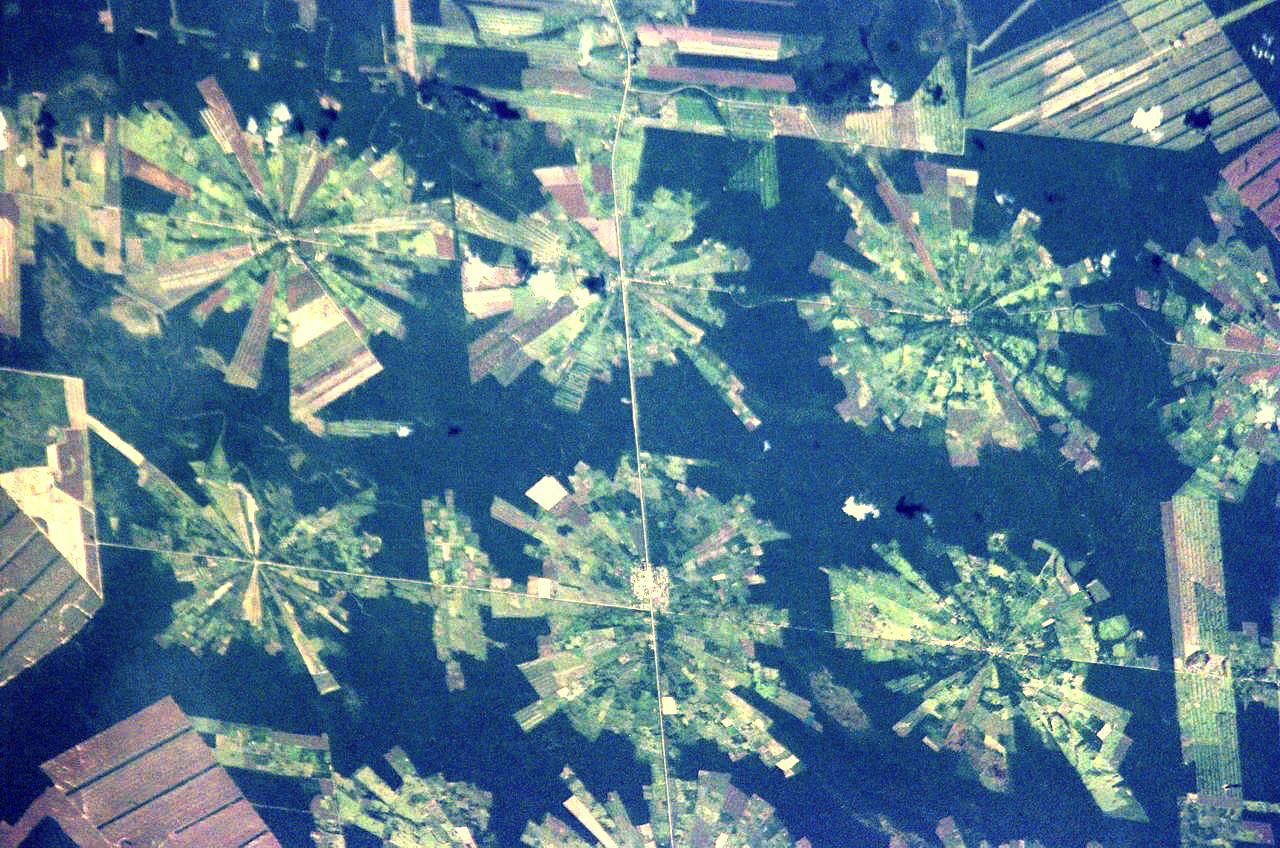
صورة الأقمار الصناعية لإزالة الغابات الصناعية في مشروع تييراس باجاس في شرق بوليفيا ، باستخدام قطع الأشجار في الأفق واستبدال الغابات بالزراعة

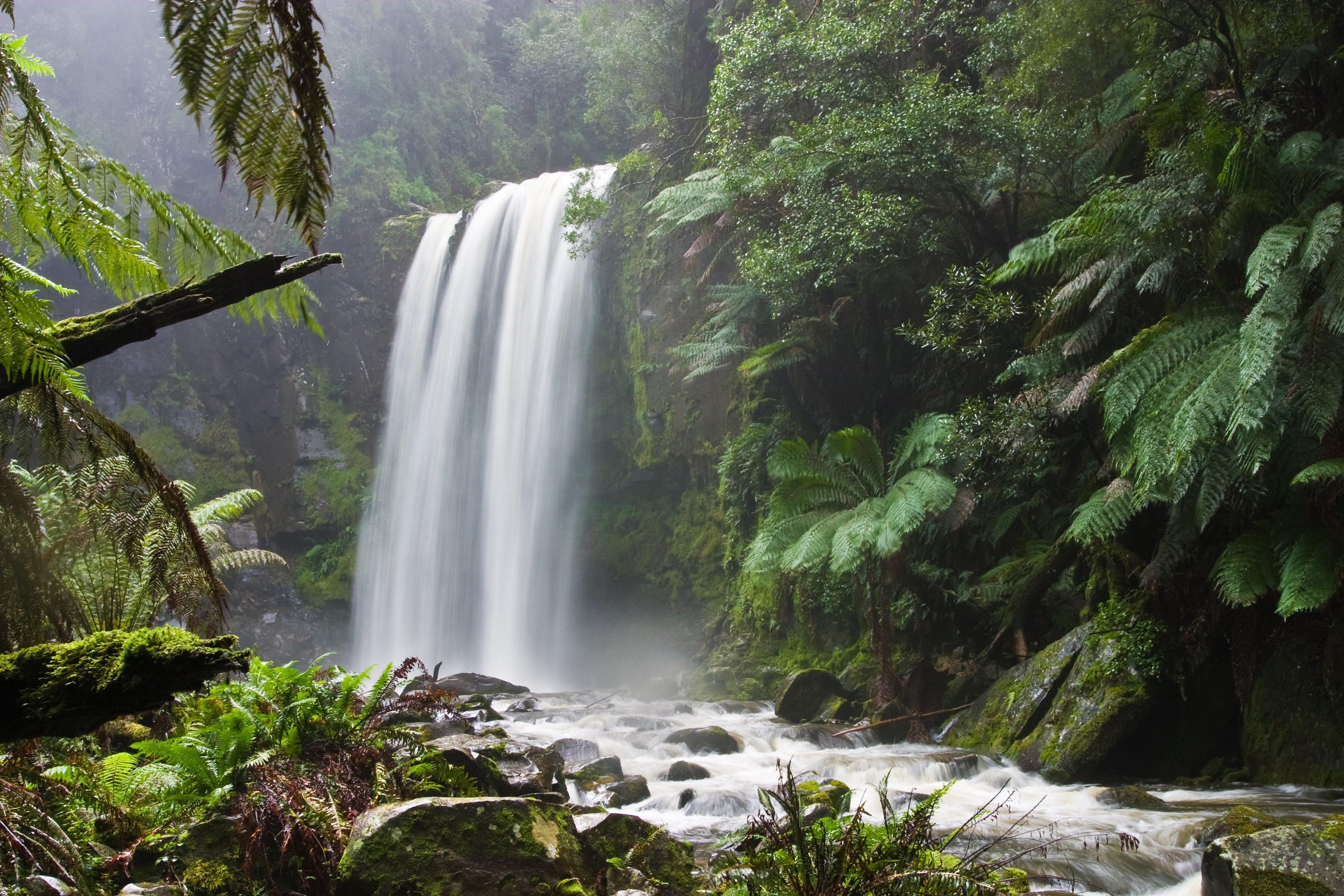
تم إيلاء الكثير من الاهتمام للحفاظ على الخصائص الطبيعية لشلالات هوبتون ، أستراليا ، مع السماح بالدخول للزوار

الحفاظ على الطبيعة بالانجليزية (Nature conservation)هو الفلسفة الأخلاقية وحركة الحفاظ التي تركز على حماية الأنواع من الانقراض، والحفاظ على الموائل أو المواطن الطبيعية واستعادتها، وتعزيز خدمات النظام البيئي، وحماية التنوع البيولوجي. وهناك مجموعة من القيم المحافظة التي تقوم عليها، والتي يمكن أن يسترشد بيوسنتريزم، في المركزية البشرية، مركزية البيئة، والإحساس،  الأيديولوجيات البيئية التي تبلغ الممارسات البيئية والهويات. كان هناك مؤخرًا تحرك نحو الحفظ المستند إلى الأدلة والذي يدعو إلى زيادة استخدام الأدلة العلمية لتحسين فعالية جهود الحفظ. اعتبارًا من عام 2018، تمت حماية 15٪ من الأراضي و 7.3٪ من المحيطات. وضع العديد من دعاة حماية البيئة هدفًا يتمثل في حماية 30٪ من الأراضي البرية والبحرية بحلول عام 2030. 

## المقدمة
تشمل أهداف الحفظ الحفاظ على الموائل، ومنع إزالة الغابات، ووقف انقراض الأنواع، والحد من الصيد الجائر، وتخفيف تغير المناخ. توجه وجهات النظر الفلسفية المختلفة دعاة الحفاظ على البيئة نحو هذه الأهداف المختلفة.
القيمة الأساسية الكامنة وراء العديد من التعبيرات عن أخلاقيات الحفظ هي أن العالم الطبيعي له قيمة جوهرية وغير ملموسة إلى جانب القيمة النفعية – وجهة نظر تم نقلها من قبل أجزاء من حركة الحفظ العلمية وبعض المدارس الرومانسية القديمة لحركة البيئة. علق الفلاسفة قيمة جوهرية على جوانب مختلفة من الطبيعة، سواء كانت هذه كائنات فردية (مركزية حيوية) أو كائنات بيئية مثل الأنواع أو النظم البيئية (الإيكولوجيا).
المزيد من مدارس الحفظ النفعية لديها نظرة بشرية مركزية وتسعى إلى تقييم مناسب للتأثيرات المحلية والعالمية للنشاط البشري على الطبيعة في تأثيرها على رفاهية الإنسان، الآن والأجيال القادمة. إن كيفية تقييم هذه القيم وتبادلها بين الناس تحدد القيود والضرورات الاجتماعية والسياسية والشخصية التي يتم من خلالها ممارسة الحفظ. هذه وجهة نظر شائعة في الحركة البيئية الحديثة. هناك اهتمام متزايد بتوسيع نطاق مسؤولية رفاهية الإنسان لتشمل رعاية الحيوانات الواعية. تشمل فروع أخلاقيات الحفظ التي تركز على الأفراد الواعيين النسوية البيئية  والمحافظة على التعاطف.
في الولايات المتحدة الأمريكية، شهد عام 1864 نشر كتابين أرسيا الأساس لتقاليد الحفظ الرومانسية والمنفعة في أمريكا. نشر والدن لهنري ديفيد ثورو بعد وفاته عظمة الطبيعة البكر كقلعة لتغذية روح الإنسان. هناك كتاب مختلف تمامًا عن كتاب جورج بيركنز مارش، الإنسان والطبيعة ، والذي تمت ترجمته لاحقًا بعنوان «الأرض كما تم تعديلها بفعل الإنسان»، صنف ملاحظاته عن الإنسان الذي يرهق ويغير الأرض التي يستمد منها قوته.
يتم التعبير عن أخلاقيات حماية المستهلك أحيانًا من خلال المبادئ التوجيهية الأربعة : «إعادة التفكير، والتقليل، وإعادة التدوير، والإصلاح». تتعلق هذه الأخلاق الاجتماعية في المقام الأول بالشراء المحلي، والشراء الأخلاقي، والاستخدام المستدام والفعال للموارد المتجددة، والاعتدال في الاستخدام المدمر للموارد المحدودة، ومنع الإضرار بالموارد المشتركة مثل جودة الهواء والماء، والوظائف الطبيعية لـ أرض حية، وقيم ثقافية في بيئة مبنية.
الشخص الذي يُنسب إليه الفضل في صياغة أخلاقيات الحفظ في الولايات المتحدة هو الرئيس السابق، ثيودور روزفلت.

## المصطلح
في الاستخدام الشائع، يشير المصطلح إلى نشاط الحماية المنهجية للموارد الطبيعية مثل الغابات، بما في ذلك التنوع البيولوجي. يعرّف كارل اف جوردن المصطلح على النحو التالي: 
«الحفظ» البيولوجي باعتباره فلسفة إدارة البيئة بطريقة لا تفسد أو تستنفد أو تنطفئ
في حين أن هذا الاستخدام ليس جديدًا، فقد تم تطبيق فكرة الحفظ البيولوجي على مبادئ علم البيئة والجغرافيا الحيوية والأنثروبولوجيا والاقتصاد وعلم الاجتماع للحفاظ على التنوع البيولوجي.
قد يشمل مصطلح «الحفظ» في حد ذاته مفاهيم مثل التنوع الثقافي، والتنوع الجيني، ومفهوم حركات الحفاظ على البيئة، وبنك البذور (حفظ البذور). غالبًا ما يتم تلخيصها كأولوية لاحترام التنوع.
يمكن اعتبار الكثير من الحركة الحديثة في الحفظ مقاومة للتجارية والعولمة. إن الطعام البطيء هو نتيجة لرفض هذه الأولويات الأخلاقية، وتبني أسلوب حياة أبطأ وأكثر تركيزًا على المستوى المحلي.

## الممارسة

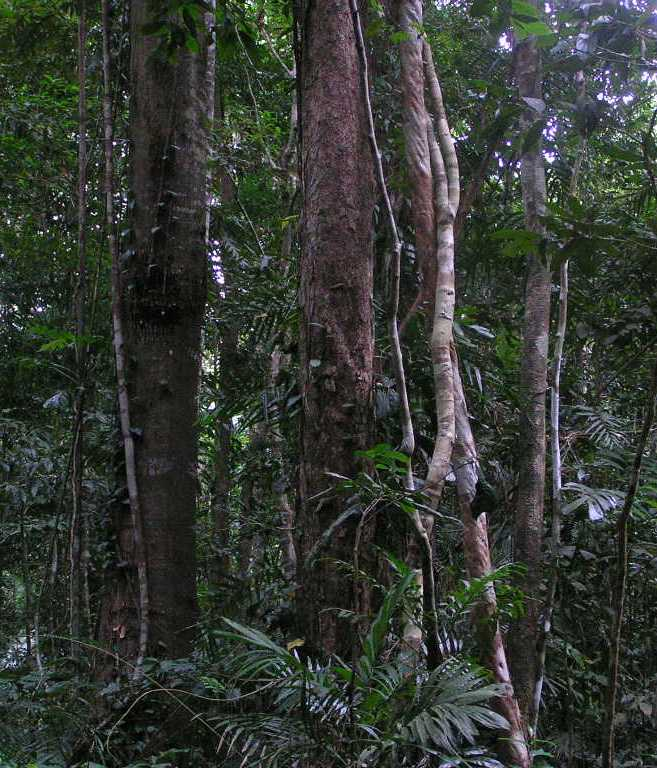
دينتري المطيرة في كوينزلاند ، أستراليا

توجد اتجاهات مميزة فيما يتعلق بتطوير الحفظ. اشتدت الحاجة إلى الحفاظ على الأراضي مؤخرًا فقط خلال ما يشير إليه بعض العلماء على أنه عصر كابيتالوسين. يمثل هذا العصر بداية الاستعمار والعولمة والثورة الصناعية التي أدت إلى تغير الأرض العالمي وكذلك تغير المناخ.
في حين أن جهود العديد من البلدان للحفاظ على الأنواع وموائلها كانت بقيادة الحكومة، فإن تلك الموجودة في شمال غرب أوروبا كانت تنبثق من اهتمام الطبقة الوسطى والأرستقراطية بالتاريخ الطبيعي، والذي يتم التعبير عنه على مستوى الفرد والوطني، المجتمع المتعلم الإقليمي أو المحلي. وهكذا فإن دولًا مثل بريطانيا وهولندا وألمانيا وما إلى ذلك كان لديها ما يمكن أن يسمى المنظمات غير الحكومية - في شكل الجمعية الملكية لحماية الطيور والصندوق الوطني وصناديق علماء الطبيعة في المقاطعة (التي يعود تاريخها إلى 1889، 1895، و 1912 على التوالي) المعالم الطبيعية الهولندية، صناديق حفظ المقاطعات لكل مقاطعة هولندية، حماية الطيور، إلخ - قبل وقت طويل من وجود المتنزهات الوطنية والمحميات الطبيعية الوطنية. يعكس هذا جزئيًا عدم وجود مناطق برية في أوروبا المزروعة بكثافة، فضلاً عن الاهتمام الطويل الأمد بحكومة عدم التدخل في بعض البلدان، مثل المملكة المتحدة، مما يجعله ليس من قبيل المصادفة أن جون موير، مؤسس شركة ناشيونال اسكتلندي المولد قامت حركة المنتزه (وبالتالي الحفاظ على البيئة الذي ترعاه الحكومة) بعمله الرائع في الولايات المتحدة، حيث كان القوة المحركة وراء إنشاء حدائق وطنية مثل يوسمايت ويلوستون. في الوقت الحاضر، يتمتع أكثر من 10 في المائة من العالم رسميًا بالحماية القانونية بطريقة أو بأخرى، ومن الناحية العملية، فإن جمع التبرعات الخاصة غير كافٍ لدفع تكاليف الإدارة الفعالة لكثير من الأراضي ذات الوضع الوقائي.
لا تزال المناطق المحمية في البلدان النامية، حيث ربما يعيش ما يصل إلى 70-80 في المائة من الأنواع في العالم، تتمتع بقدر ضئيل للغاية من الإدارة والحماية الفعالة. بعض البلدان، مثل المكسيك، لديها منظمات مدنية غير ربحية وملاك أراض يكرسون جهودهم لحماية الممتلكات الخاصة الشاسعة، مثل حالة محمية مايا غابة هاسيندا تشيتشن وملجأ الطيور في تشيتشن إيتزا، يوكاتان. حسبت مؤسسة تبني الحارس أن هناك حاجة إلى حوالي 140000 حراس في جميع أنحاء العالم للمناطق المحمية في البلدان النامية والبلدان التي تمر بمرحلة انتقالية. لا توجد بيانات حول عدد الحراس العاملين في الوقت الحالي، ولكن ربما أقل من نصف المناطق المحمية في البلدان النامية والبلدان التي تمر بمرحلة انتقالية لديها أي حراس على الإطلاق وتلك التي تمتلكها لا تقل عن 50٪ وهذا يعني أنه سيكون هناك عجز حراس في جميع أنحاء العالم من 105000 حراس في البلدان النامية والبلدان التي تمر بمرحلة انتقالية.
تخشى لعبة تبني الحارس من أن يكون عجز الحارس هو أكبر عامل محدد في الحفاظ على الطبيعة بشكل فعال في 75٪ من العالم. حاليًا، لا توجد منظمة حماية أو دولة غربية أو منظمة دولية تعالج هذه المشكلة. تم دمج تبني حارس لجذب انتباه الرأي العام في جميع أنحاء العالم إلى المشكلة الأكثر إلحاحًا التي تواجه الحفظ في البلدان النامية والبلدان التي تمر بمرحلة انتقالية: المناطق المحمية بدون موظفين ميدانيين. على وجه التحديد، ستساهم في حل المشكلة عن طريق جمع الأموال لتمويل الحراس في هذا المجال. كما أنه سيساعد الحكومات في البلدان النامية والبلدان التي تمر بمرحلة انتقالية على تقييم احتياجات التوظيف الواقعية واستراتيجيات التوظيف.
وقد دعا آخرون، بما في ذلك منظمة البقاء الدولية، بدلاً من ذلك إلى التعاون مع الشعوب القبلية المحلية، الذين هم حلفاء طبيعيون لحركة الحفظ ويمكنهم توفير حماية فعالة من حيث التكلفة.
كثيرًا ما يتم الخلط بين مصطلحي الحفظ والحفظ خارج الأدب الأكاديمي والعلمي والمهني. تقدم خدمة المتنزهات القومية الأمريكية التفسير التالي للطرق المهمة التي يمثل بها هذان المصطلحان مفاهيم مختلفة جدًا لأخلاقيات حماية البيئة:
″ يرتبط الحفظ والحفظ ارتباطًا وثيقًا وقد يبدو أنهما يعنيان نفس الشيء بالفعل. يتضمن كلا المصطلحين درجة من الحماية، ولكن الفرق الرئيسي هو كيفية تنفيذ هذه الحماية. يرتبط الحفظ عمومًا بحماية الموارد الطبيعية، بينما يرتبط الحفظ بحماية المباني والأشياء والمناظر الطبيعية. ببساطة، يسعى الحفظ إلى الاستخدام السليم للطبيعة، بينما يسعى الحفظ إلى حماية الطبيعة من الاستخدام .
خلال الحركة البيئية في أوائل القرن العشرين، ظهر فصيلان متعارضان: دعاة الحفاظ على البيئة والمحافظة على البيئة. سعى دعاة الحفاظ على البيئة إلى تنظيم الاستخدام البشري بينما سعى دعاة الحفاظ على البيئة إلى القضاء على التأثير البشري تمامًا. ″ 

### الحفظ القائم على الأدلة
الحفظ القائم على الأدلة هو تطبيق الأدلة في إجراءات إدارة الحفظ وصنع السياسات. يتم تعريفه على أنه تقييم منهجي للمعلومات العلمية من المنشورات والنصوص المنشورة والمراجعة من قبل الأقران، وخبرات الممارسين، وتقييم الخبراء المستقلين، والمعرفة المحلية والأصلية حول موضوع صيانة محدد. وهذا يشمل تقييم الفعالية الحالية للتدخلات الإدارية المختلفة، والتهديدات والمشاكل الناشئة، والعوامل الاقتصادية.
تم تنظيم الحفظ المستند إلى الأدلة بناءً على الملاحظات التي تفيد بأن اتخاذ القرار في الحفظ كان قائمًا على الحدس و / أو خبرة الممارس في كثير من الأحيان مع تجاهل الأشكال الأخرى من الأدلة على النجاحات والفشل (مثل المعلومات العلمية). وقد أدى ذلك إلى نتائج باهظة الثمن وضعيفة. يوفر الحفظ المستند إلى الأدلة الوصول إلى المعلومات التي ستدعم اتخاذ القرار من خلال إطار عمل قائم على الأدلة لـ «ما يصلح» في الحفظ.
يعتمد النهج القائم على الأدلة للحفظ على الممارسة القائمة على الأدلة والتي بدأت في الطب وانتشرت لاحقًا إلى التمريض والتعليم وعلم النفس وغيرها من المجالات. إنه جزء من حركة أكبر نحو الممارسات القائمة على الأدلة.

## روابط خارجية
- قاموس تاريخ الأفكار : الحفاظ على الموارد الطبيعية
- لأجيال المستقبل ، فيلم وثائقي كندي حول كيفية تأثير أخلاقيات الحفظ على المتنزهات الوطنية
- قائمة الفئات --- Religion-Online.org «البيئة / البيئة»